# کارتاژ
قرطاج یا کارتاژ (یونانی: Καρχηδών، گرفته شده از واژه فنیقی: قرت حدشت Kart-hadasht به معنای شهرِ نو؛ به عربی: قرطاج یا قرطاجة، به لاتین: Carthago) (به فرانسوی: Carthage) نام شهری باستانی در شمال آفریقا — جایی که اکنون کشور تونس جای گرفته‌است — و تمدنی که با مرکزیت این شهر پدید آمده بود. جای این شهر در گوشه خاوری دریاچه تونس درامتداد مرکز شهر تونس کنونی بود.
این شهر در اصل به دست مهاجران فنیقی ساخته شده بود. این تمدن با تسلط بر دریای مدیترانه و از راه بازرگانی نیرو و دارایی بسیاری را به دست آورده بود. تمدن کارتاژ در سده‌های سوم و دوم پیش از میلاد مسیح همدوره و هماورد جمهوری روم و در کشاکش با این دولت بر سر تسلط بر مدیترانه غربی بود. این هماوردی به سه دوره جنگ میان کارتاژ و روم انجامید که به جنگ‌های کارتاژی یا پونیک نامیده می‌شود. در همه این جنگ‌ها کارتاژ شکست خورد و از نیرویش کاسته شد و باج‌های هنگفتی که برای کنارگذاشتن جنگ به روم پرداخت اقتصاد آنان را به سراشیب کشاند. سومین جنگ کارتاژی به ویرانی شهر کارتاژ انجامید و رومیان بازمانده سرزمین‌های کارتاژ را به خاک خود ضمیمه کردند.
کارتاژ بر کرانه جنوبی مدیترانه، اسپانیا، برخی بخش‌های فرانسه و بسیاری از جزیره‌های مدیترانه از آن دسته بخش‌هایی از سیسیل سلطه داشت.

## پیشینه

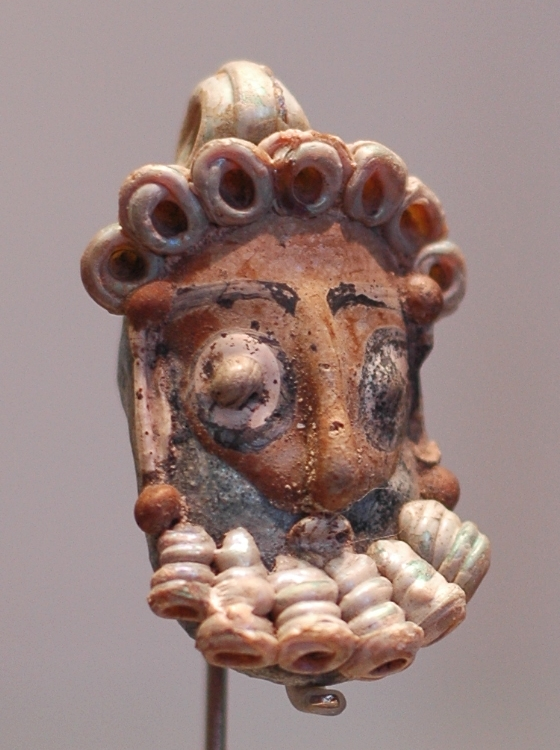
آویزه‌ای کارتاژی به ریخت مردی ریش‌دار از سده‌های سوم و چهارم پیش از میلاد مسیح کارتاژ

در ۸۱۴ (پیش از میلاد) به دست بازرگانان فنیقی برپاشده‌بود و تا سده ششم پیش از زایش با فنیقیه در پیوند بود. در این سده بخت‌النصر بابلی شهر صور در خاور مدیترانه را ویران‌کرد و از این زمان پیوند میان کارتاژ و میهن گسست و کارتاژ به گونه سرزمینی مستقل درآمد. این شهر به زودی از راه بازرگانی دریایی به دارایی بسیاری رسید و نیروی دریایی توانایی پدیدآورد. یونانی‌ها شیوه فرمانروایی کارتاژی‌ها را پلوتوکراسی یا داراسالاری می‌خواندند که اشاره به چیرگی بازرگانان در رده‌های کشور و اراده آنان بر سیاست‌های کارتاژ داشت. در دوره داریوش اول هخامنشی کارتاژ به دلیل غارت کشتی‌های ایرانی از سوی نیروهای دریایی آن کشور مورد حمله ارتش هخامنشی گرفت که به دلیل غافلگیری کارتاژی‌ها بدون جنگ تسلیم شد و غرامت پرداخت کرد

## جنگ‌های پونیک

### نخستین جنگ پونیک
نخستین جنگ میان دو همآورد نیرومند کارتاژ و روم بر سر چیرگی بر جزیره سیسیل بود. این جنگ بیست‌وچهار سال به درازا انجامید. این جنگ جنگی دریایی بود که ناوگان دریایی دو کشور در آن به نبرد پرداختند. در این جنگ رومیان به ساخت پل‌های متحرکی که کشتی‌های ایشان را به کشتی‌های کارتاژی پیوند می‌داد توانستند بر هماوردشان برتری یابند. در جنگ میله از رشته جنگ‌های پونیک نخستین ناوگان دریایی کارتاژ نابود شد، کارتاژی‌ها به ناچار تن به آشتی دادند و سیسیل به دست روم افتاد.

### دومین جنگ پونیک
بیست‌و سه سال پس از آن دوباره دو کشور این بار در اسپانیا و بر سر معدن‌های این کشور با هم روبه رو شدند. روم نیروهایی را از کوه‌های پیرنه گذراند که این سبب درگیری دو کشور شد. چند ماه پس از آن کارتاژ خواست تا شهر یونانی‌نشین ساگونته در کرانه خاوری اسپانیا را بگشاید، ولی مردمان این شهر از رومیان یاری خواستند و روم هم پذیرفت؛ اما تا پیش از رسیدن رومیان ساگونته به دست کارتاژ افتاد. روم هم در پاسخ دو دسته بزرگ از نیروهایش را به خاک اصلی کارتاژ و اسپانیا فرستاد؛ ولی ناگهان خبر رسید که نیروهای کارتاژ با بهره‌برداری از فیل خود را به جلگه پو رسانده‌اند. سپاه کارتاژ به رهبری هانیبال پسر آمیلکار با پنجاه هزار سرباز پیاده و نه‌هزار سوار و سی و هفت فیل جنگی (آمار گوناگونی در دست‌است) از رشته‌کوه‌های آلپ گذشته و به سوی جنوب سرازیر شده‌بودند. آنان سپاهیان رومی را شکست داده و از رود تربی گذشتند و شهر پلزانس را محاصره کردند و به سوی رم راهی‌شدند. سنای روم دو لشکر برای جلوگیری از پیشرفت هانیبال فرستاد که هر دو لشکر تار و مار شدند و فرماندهانشان کشته‌شدند. روم لشکری دیگر را به فرماندهی فابیوس ماکسیموس برای نبرد با هانیبال گسیل‌داشت. این سردار کارآزموده با جنگ‌های پارتیزانی آسیب‌هایی به سپاه کارتاژ زد ولی از آنجا که پیروزی بزرگی به دست نمی‌آورد رومیان فابیوس ماکسیموس را برکنار کردند و سرداری جوان به نام واروس را به جنگ کارتاژی‌ها فرستادند؛ ولی این سردار نیز در ۲۱۶ (پیش از میلاد) در نبرد با هانیبال شکست بسیار بزرگی خورد و هفتاد هزار رومی در این جنگ کشته‌شدند.
هانیبال پس از این پیروزی به سوی رم پیشروی‌نمود. وی از ایالت‌های دیگر روم خواست که برای رهایی از روم بدو بپیوندند ولی جز دو شهر کاپو و سیراکوس دیگر بخش‌های روم به پیمان همبستگیشان با رم وفادار ماندند. از دیگر سو هانیبال و سپاهش با کمی آذوقه روبه‌رو شدند و از کارتاژ یاری‌خواستند، ولی نیروی دریایی روم پیوند میان کارتاژ و سپاه هانیبال را گسسته‌بود و از اینرو سپاه او روبه کاستی‌می‌گذارد. سرانجام در ۲۰۲ (پیش از میلاد) روم توانست در زاما کارتاژی‌ها را به سختی شکست‌دهد. هانیبال به سوی صور پس‌نشست. وی به آسیای کوچک رفت و کوشید تا مقدونیه و سوریه را با خود همپیمان سازد، ولی در این کار ناکام ماند و روم بخش دریای اژه‌ای کارتاژ را نیز به چنگ‌آورد. هانیبال به ناچار دست به صلحی ننگین با روم زد و خود نیز در سال ۱۹۰ (پیش از میلاد) با خوردن زهر خودکشی‌کرد. از آن پس کارتاژ ناچارشد سال‌ها وام گذار روم باشد.

### سومین جنگ پونیک
چهل سال پس از آن روم به کارتاژ لشکر کشید. کارتاژ سه‌سال پایداری نمود ولی سرانجام از برای بی‌خوراکی تسلیم شد. رومی‌ها بازمانده مردم کارتاژ را به بند کشیدند و به بردگی فروختند و شهر را به آتش کشیدند و با خاک یکسان کردند. این رویداد در ۱۴۶ (پیش از میلاد) رخ داد.

## کارتاژ زیر فرمان روم

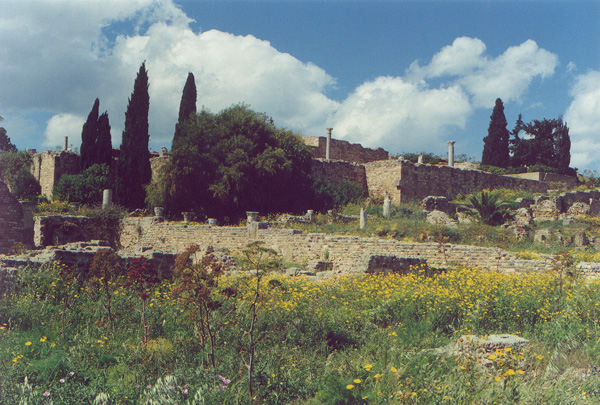
ویلاهای رومی در کارتاژ

نمک در روم باستان بسیار گران بود آنچنان که گاه مزد سربازان را با دادن نمک می‌پرداختند. زمین‌های شهر کارتاژ سرشار از نمک بود و رمیان با دستیابی به این سرزمین هم دشمن دیرینه خود را شکست داده‌بودند و هم به این اندوخته گران‌بهای نمک دست می‌یافتند و این دو دستاورد ارزش تبلیغی بسیاری داشت.
با فروپاشی کارتاژ رومیان اوتیکا (در تونس کنونی) همپیمان خود در نبرد با کارتاژ را که به شهر کارتاژ هم نزدیک بود به جای کارتاژ مرکز سرزمین‌های زیر فرمان پیشین کارتاژ و بازدید بازرگانی منطقه گذاردند.
در سده ۱ (پیش از میلاد) شهر نو کارتاژ در همان جای پیشین بازسازی‌شد و به زودی بزرگ‌ترین شهر بخش باختری امپراتوری روم گشت. شمار مردمان این شهر به پانصد هزار تن می‌رسید. این شهر مرکز بخش آفریقایی امپراتوری روم -که بخش حاصلخیز این امپراتوری هم شمرده‌می‌شد- بود.
کارتاژ همچنین یکی از کانون‌های آغازین مسیحیت بود.

## تهاجم وندال‌ها
وندال‌ها که به رهبری گایسریک از سال ۴۲۹ میلادی شروع به تهاجم به شمال آفریقا کرده بودند، سال ۴۳۹ میلادی بر کارتاژ دست یافتند و آن سامان را پایتخت خود نمود. به عقیده کریس ویکام، تاریخ‌دان بریتانیایی از دست دادن کارتاژ یکی از مهم‌ترین نقاط عطف از دست رفتن کنترل رومی‌ها بر اراضی غربی بود. این امر موجب کاهش شدید درآمد مالیاتی امپراتوری روم غربی، عدم توانایی آن‌ها در به‌کارگیری میزان لازم قوای نظامی سازمان یافته در شرایط حاد سیاسی آن دوره و در نتیجه توسل به نیروهای قبایل بربر شمالی که رفته رفته کنترل بر آن‌ها دشوارتر می‌شد، بدین منظور گشت.
در زمان امپراتوری موریس کارتاژ تبدیل به یکی از دو استانداری بیزانس شد. این دو تنها سنگرهای بازمانده بیزانس در باختر بودند. در آغاز سده هفتم استاندار کارتاژ هراکلیوس ارمنی بود که امپراتور فوکاس را برانداخت. استانداری بیزانسی کارتاژ نتوانست در برابر حمله مسلمانان در سده هفتم میلادی پایداری کند. سال ۶۹۸ میلادی حسن بن النعمان کارتاژ را فتح و در سال‌های بعد مسلمانان شهر تونس را جایگزین کارتاژ ساختند.

## زبان
کارتاژیان به گویشی از زبان فینیقی به نام پونیک سخن می‌گفتند.

## دین
دین کارتاژی‌ها از دین فنیقیان گرفته‌شده بود که دینی الهامی از نیروی فرایندهای طبیعی بود. آنان خدایان بسیاری را می‌پرستیدند که آشنایی ما امروز از جاینام‌هایی است که به نام ایشان نامگذاری‌شده‌بود.
نمونه‌هایی از خدایانی که در این سرزمین پرستش می‌شد خدایگان بال و مِلقارت بودند.